# Nicolas Jełowicki
Nicolas Jełowicki, né en 1794 à Dyakiewicze, en Volhynie, et mort le 16 février 1867 dans le 8e arrondissement de Paris, est un écrivain et journaliste polonais.

## Biographie
Membre de la Famille Jełowicki, Nicolas est le fils de Antoni et Tekla Korzeniowska.
Il vécut l'Insurrection de Novembre.
Il est mort chez lui, Avenue d'Antin à l'âge de 72 ans. Il est inhumé au cimetière de Montmartre, à Paris.